# Irajateri
L'irajateri (Irajatherium hernadezi) és una espècie extinta de teràpsid que estava emparentat amb els avantpassats directes dels mamífers. El seu nom és un homenatge a Irajá Damiani Pinto.
Se'l coneix a partir d'un húmer, un fèmur, dues mandíbules i un arc superior incomplet. Tenia les dents post-canines superiors comprimides transversalment i les post-canines inferiors estaven equipades d'una cúspide central més desenvolupada, seguida per tres de més petites. Les seves restes fòssils foren trobades al municipi de Faxinal do Soturno, a la Paleorrota (Brasil).